# Каскада „Пиринска Бистрица“
Каскада „Пиринска Бистрица“ е водноелектрическа каскада в югозападна България, разположена в поречието на река Пиринска Бистрица в Пирин.
Построена през 1979 – 1992 година, тя обработва води от водосборна област с площ 134 km². Включва система от събирателни канали, три изравнителя (малки язовири) и две водноелектрически централи (ВЕЦ) – ВЕЦ „Пирин“ и ВЕЦ „Спанчево“. Каскадата е собственост на „Енерго-Про България“ чрез дъщерното предприятие „Пиринска Бистрица – Енергия“.
Основната част от каскадата е в землищата на селата Пирин и Горно Спанчево в община Сандански.

## Структура

### Първо стъпало
Първото стъпало на каскадата започва с безнапорна деривация, дълга 7444 m, включваща 6 тунела с обща дължина 6175 m и дюкер под река Пиринска Бистрица. Тя започва от главното водохващане на Пиринска Бистрица с капацитет 5,7 m³/s, по трасето си събира води от още 4 малки водохващания и се влива в дневния изравнител „Пирин“ на 3,6 km над село Пирин. Той е вкопан, със стоманобетонна облицовки и има обем 60 хиляди m³.
Водите от изравнител „Пирин“ се отвеждат на юг към електроцентралата по засипан стоманен напорен тръбопровод с дължина 1785 m, пад 479 m и капацитет 5,7 m³/s. ВЕЦ „Пирин“, завършен през 1992 година, е разположен над село Пирин, на пътя за хижа „Пирин“, и има две турбини тип „Пелтон“ с обща мощност 22 MW.

### Второ стъпало
Главното водохващане на второто стъпало е разположено на Пиринска Бистрица до ВЕЦ „Пирин“. При неработеща ВЕЦ „Пирин“ то поема всички води от реката с максималния си капацитет от 7,8 m³/s, а когато централата работи – само необработените от нея води в реката. Водите от водохващането и от долната вада на ВЕЦ „Пирин“ се отвеждат по безнапорна деривация, дълга 7561 m, включваща 4 тунела с обща дължина 6676 m. В нея се влива едно по-малко водохващане и дългия 1901 m събирателен канал „Добра лъка“ с капацитет 0,67 m³/s. Деривацията се влива в дневния изравнител „Спанчево“ на 2,4 km над село Горно Спанчево, който има обем 35 хиляди m³.
Водите от изравнител „Спанчево“ се отвеждат на югозапад към електроцентралата по засипан стоманен напорен тръбопровод с дължина 2242 m, пад 455 m и капацитет 7,8 m³/s. ВЕЦ „Спанчево“, завършен през 1981 година, е разположен в горния край на село Горно Спанчево, на пътя за село Пирин, и има две турбини тип „Пелтон“ с обща мощност 28 MW. Обработените води се подават към разположен непосредствено под централата долен изравнител, който се използва за напояване.